# Nectarine
Nectarine — круглосуточное интернет-радио, транслирующее демосценическую музыку.
Главный сервер находится в Париже, а также имеет сервера в Финляндии, Швеции, США.
Радио является полностью бесплатным, не содержит коммерческой рекламы, а музыка, транслирующаяся по радио Nectarine, пишется музыкантами в свободное время. Коммерческое использование запрещено без разрешения автора.

## История
Автором Nectarine является Christophe Le Sage a.k.a. «Yes».
Радио начало трансляцию 1 марта 2000 года, а первым треком был Jester — Stardust Memories.